# Venustiano Carranza, Chiapas
Venustiano Carranza là một đô thị thuộc bang Chiapas, México. Năm 2005, dân số của đô thị này là 56833 người.